# Simo (Finlandia)
Simo es un municipio ubicado en la provincia de Laponia, Finlandia,  a unos 50 kilómetros de la frontera sueca.
El municipio posee una población de 3,277 habitantes (30 de junio de 2015) y cubre un área de 2,085.54 kilómetros cuadrados de los cuales 639.89 km² son agua. La densidad de población es de 2.27 habitantes por km². En 2001, la deuda per cápita de Simo era de 946.39 euros.
Simo posee tres ciudades vecinas de gran tamaño, las cuales son: Oulu (196,828 habitantes), Kemi (21,807 habitantes), Tornio (22,306 habitantes) y Keminmaa (8,473 habitantes).

## Paisaje
Simo está situado en la bahía de Botnia, en la boca del río Simojoki. Se pueden apreciar paisajes rurales y también en la planificación del centro se ha realizado un intento para alcanzar una similitud con la naturaleza. Simo consta de muchos pueblos pequeños y comunidades vitales. En Simo se puede apreciar la Iglesia de Simo que fue finalizada en 1846 con sus estatuas, las cuales conmemoran la guerra de independencia.

## Sistema escolar
El municipio cuenta con una escuela comprensible y un sistema escolar secundario superior. La universidad más cercana se encuentra en Oulu.